# Municipio de La Misión (Hidalgo)
El municipio de La Misión es uno de los ochenta y cuatro municipios que conforman el estado de Hidalgo, México. La cabecera municipal y localidad más poblada es La Misión.
El municipio se localiza al norponiente del territorio hidalguense entre los paralelos 20°57′ y 21°11′ de latitud norte; los meridianos 98°57′ y 99°11′ de longitud oeste; con una altitud entre 200 y 2200 m s. n. m. Este municipio cuenta con una superficie de 232.81 km², y representa el 1.12 % de la superficie del estado; dentro de la región geográfica denominada como Sierra Gorda.
Colinda al norte con los municipios de Landa de Matamoros (Querétaro), Pisaflores (Hidalgo) y Chapulhuacán (Hidalgo); al este con los municipios de Chapulhuacán (Hidalgo), Tepehuacán de Guerrero (Hidalgo), y Tlahuiltepa (Hidalgo); al sur con los municipios de Tlahuiltepa (Hidalgo), y Jacala de Ledezma (Hidalgo); al oeste con el municipios de Jacala de Ledezma (Hidalgo) y Landa de Matamoros (Querétaro).

## Toponimia
Los primeros españoles que habitaron la región la llamaron "Cibola" y posteriormente este municipio toma el nombre de "La Misión" por las acciones apostólicas y misioneras emprendidas por los frailes Franciscanos del colegio de San Fernando de México y el Colegio Apostólico de la llamada Sierra Gorda.

## Geografía

### Relieve e hidrográfica
En cuanto a fisiografía se encuentra dentro de las provincia del Sierra Madre Oriental; dentro de la subprovincia de Carso Huasteco. Su territorio es completamente sierra.
En cuanto a su geología corresponde al periodo cretácico (98.81%) y cuaternario (1.0%). Con rocas tipo sedimentaria: caliza (91.81%) y caliza–lutita (7.0%); suelo: aluvial (1.0%). En cuanto a edafología el suelo dominante es leptosol (66.81%) y phaeozem (33.0%).
En lo que respecta a la hidrología se encuentra posicionado en la región hidrológica del Pánuco; en las cuencas del río Moctezuma; dentro de las subcuencas de río Moctezuma (59.0%) y río Amajac (41.0%).

### Clima
El territorio municipal se encuentran los siguientes climas con su respectivo porcentaje: Semicálido subhúmedo con lluvias en verano, de menor humedad (59.0%), semicálido subhúmedo con lluvias en verano, de humedad media (16.0%), cálido subhúmedo con lluvias en verano, de menor humedad (13.0%), semiseco muy cálido y cálido (6.0%), semiseco semicálido (4.0%) y cálido subhúmedo con lluvias en verano, de mayor humedad (2.0%). Con una temperatura media anual de 20 °C; y con una precipitación pluvial de 990 milímetros por año, siendo su periodo de lluvias de octubre a marzo.

### Ecología
La flora que predomina se encuentra una buena variedad de bosques. La fauna se compone de venado, conejo, gato montés, tigrillo, serpientes y ardillas.

## Demografía

### Población
De acuerdo a los resultados que presentó el Censo Población y Vivienda 2020 del INEGI, el municipio cuenta con un total de 9819	habitantes, siendo 4757 hombres y 5062 mujeres. Tiene una densidad de 42.2 hab/km², la mitad de la población tiene 31 años o menos, existen 93 hombres por cada 100 mujeres.
El porcentaje de población que habla lengua indígena es de 0.45 %, y el porcentaje de población que se considera afromexicana o afrodescendiente es de 0.14 %. Tiene una Tasa de alfabetización de 98.9 % en la población de 15 a 24 años, de 75.8 % en la población de 25 años y más. El porcentaje de población según nivel de escolaridad, es de 16.1 % sin escolaridad, el 69.8 % con educación básica, el 11.3 % con educación media superior, el 2.7 % con educación superior, y 0.1 % no especificado.
El porcentaje de población afiliada a servicios de salud es de 88.3 %. El 1.9 % se encuentra afiliada al IMSS, el 94.5 % al INSABI, el 2.2 % al ISSSTE, 1.8 % IMSS Bienestar, 0.0 % a las dependencias de salud de PEMEX, Defensa o Marina, 0.0 % a una institución privada, y el 0.1 % a otra institución. El porcentaje de población con alguna discapacidad es de 9.0 %. El porcentaje de población según situación conyugal, el 31.9 % se encuentra casada, el 30.6 % soltera, el 25.2 % en unión libre, el 4.9 % separada, el 0.5 % divorciada, el 6.9 % viuda.
Para 2020, el total de viviendas particulares habitadas es de 2929 viviendas, representa el 0.3 % del total estatal. Con un promedio de ocupantes por vivienda 3.4 personas. Predominan las viviendas con tabique y block. En el municipio para el año 2020, el servicio de energía eléctrica abarca una cobertura del 98.5 %; el servicio de agua entubada un 20.0 %; el servicio de drenaje cubre un 86.8 %; y el servicio sanitario un 95.8 %.

### Localidades
Para el año 2020, de acuerdo al Catálogo de Localidades, el municipio cuenta con 84 localidades.
| Código INEGI | Localidad                              | Población (2020) | Porcentaje (%) | Ámbito Población | Categoría Población |
| ------------ | -------------------------------------- | ---------------- | -------------- | ---------------- | ------------------- |
| 130400001    | La Misión                              | 546              | 5.56           | Urbano           | Cabecera municipal  |
| 130400043    | Las Palmitas                           | 424              | 4.32           | Rural            | Ranchería           |
| 130400011    | Cerro Prieto                           | 394              | 4.01           | Rural            | Ranchería           |
| 130400037    | El Naranjo                             | 385              | 3.92           | Rural            | Ranchería           |
| 130400054    | La Soledad (El Enebro)                 | 343              | 3.49           | Rural            | Ranchería           |
| 130400042    | La Palizada                            | 308              | 3.14           | Rural            | Ranchería           |
| 130400030    | Macanguí                               | 295              | 3.00           | Rural            | Ranchería           |
| 130400002    | Aguaje de Cerro Prieto (Los Paredones) | 283              | 2.88           | Rural            | Ranchería           |
| 130400013    | Coñe Viejo                             | 281              | 2.86           | Rural            | Ranchería           |
| 130400048    | Las Pilas                              | 278              | 2.83           | Rural            | Ranchería           |
| 130400012    | La Ciénega                             | 254              | 2.59           | Rural            | Ranchería           |
| 130400050    | Puerto de Naranjos                     | 249              | 2.54           | Rural            | Ranchería           |
| 130400058    | Zipatla                                | 249              | 2.54           | Rural            | Ranchería           |
| 130400024    | La Joya                                | 231              | 2.35           | Rural            | Ranchería           |
| 130400053    | San Cristóbal                          | 226              | 2.30           | Rural            | Ranchería           |
| 130400020    | El Fresno                              | 215              | 2.19           | Rural            | Ranchería           |
| 130400007    | El Algodón                             | 203              | 2.07           | Rural            | Ranchería           |
| 130400036    | La Mora                                | 203              | 2.07           | Rural            | Ranchería           |
| 130400052    | El Roa                                 | 197              | 2.01           | Rural            | Ranchería           |
| 130400060    | El Rayo                                | 173              | 1.76           | Rural            | Ranchería           |
| 130400028    | Loma de Pilas                          | 173              | 1.76           | Rural            | Ranchería           |
| 130400063    | El Chamal                              | 172              | 1.75           | Rural            | Ranchería           |
| 130400040    | El Nogalito                            | 166              | 1.69           | Rural            | Ranchería           |
| 130400022    | Jacalilla                              | 154              | 1.57           | Rural            | Ranchería           |
| 130400016    | Las Fuentes                            | 154              | 1.57           | Rural            | Ranchería           |
| 130400047    | Piedra Larga                           | 153              | 1.56           | Rural            | Ranchería           |
| 130400006    | Álamo de la Misión                     | 150              | 1.53           | Rural            | Ranchería           |
| 130400015    | La Culebra                             | 142              | 1.45           | Rural            | Ranchería           |
| 130400031    | Macojú                                 | 124              | 1.26           | Rural            | Ranchería           |
| 130400026    | Loma de Pericón                        | 123              | 1.25           | Rural            | Ranchería           |
| 130400051    | Rancho Viejo                           | 123              | 1.25           | Rural            | Ranchería           |
| 130400061    | Nuevo Linares                          | 122              | 1.24           | Rural            | Ranchería           |
| 130400062    | Las Cañitas                            | 112              | 1.14           | Rural            | Ranchería           |
| 130400025    | Lagunita de Pilas                      | 110              | 1.12           | Rural            | Ranchería           |
| 130400034    | Mesa de Pilas                          | 103              | 1.05           | Rural            | Ranchería           |
| 130400057    | Vega de la Carrera                     | 95               | 0.97           | Rural            | Ranchería           |
| 130400018    | Encino Largo                           | 86               | 0.88           | Rural            | Ranchería           |
| 130400064    | Naranjitas                             | 85               | 0.87           | Rural            | Ranchería           |
| 130400038    | Los Naranjos                           | 83               | 0.85           | Rural            | Ranchería           |
| 130400080    | Puerto de la Culebra                   | 83               | 0.85           | Rural            | Ranchería           |
| 130400082    | Puerto del Algodón                     | 77               | 0.78           | Rural            | Ranchería           |
| 130400033    | Mesa del Huizache                      | 73               | 0.74           | Rural            | Ranchería           |
| 130400070    | Loma de Macangui                       | 71               | 0.72           | Rural            | Ranchería           |
| 130400055    | Tierra Caliente                        | 71               | 0.72           | Rural            | Ranchería           |
| 130400056    | Tinaja de Jacalilla                    | 70               | 0.71           | Rural            | Ranchería           |
| 130400065    | Las Adjuntas                           | 65               | 0.66           | Rural            | Ranchería           |
| 130400045    | El Paraje                              | 63               | 0.64           | Rural            | Ranchería           |
| 130400089    | Curva de San José                      | 60               | 0.61           | Rural            | Ranchería           |
| 130400078    | El Hualul                              | 60               | 0.61           | Rural            | Ranchería           |
| 130400032    | La Mesa del Fresno                     | 60               | 0.61           | Rural            | Ranchería           |
| 130400021    | La Hondura                             | 57               | 0.58           | Rural            | Ranchería           |
| 130400088    | Cuartel de Jacalilla                   | 56               | 0.57           | Rural            | Ranchería           |
| 130400005    | Álamo de Rancho Viejo                  | 55               | 0.56           | Rural            | Ranchería           |
| 130400084    | Tepehuaje                              | 55               | 0.56           | Rural            | Ranchería           |
| 130400027    | Loma de Naranjos                       | 53               | 0.54           | Rural            | Ranchería           |
| 130400039    | Nogal de Pilas                         | 51               | 0.52           | Rural            | Ranchería           |
| 130400044    | Palo Hueco                             | 51               | 0.52           | Rural            | Ranchería           |
| 130400019    | Escrito de Pilas                       | 43               | 0.44           | Rural            | Ranchería           |
| 130400046    | Pemuche de Soledad                     | 42               | 0.43           | Rural            | Ranchería           |
| 130400003    | Agua Zarca                             | 38               | 0.39           | Rural            | Ranchería           |
| 130400086    | Arroyo                                 | 37               | 0.38           | Rural            | Ranchería           |
| 130400014    | Crucita de Pilas                       | 37               | 0.38           | Rural            | Ranchería           |
| 130400081    | Puerto de Piedra                       | 35               | 0.36           | Rural            | Ranchería           |
| 130400099    | Puerto del Aire                        | 34               | 0.35           | Rural            | Ranchería           |
| 130400093    | El Ocote                               | 33               | 0.34           | Rural            | Ranchería           |
| 130400059    | El Llano (Llano de Jacalilla)          | 26               | 0.26           | Rural            | Ranchería           |
| 130400091    | Nogal de Cerro Prieto                  | 24               | 0.24           | Rural            | Ranchería           |
| 130400075    | Barbechos                              | 21               | 0.21           | Rural            | Ranchería           |
| 130400087    | Los Castros                            | 21               | 0.21           | Rural            | Ranchería           |
| 130400049    | Puertecito                             | 20               | 0.20           | Rural            | Ranchería           |
| 130400090    | El Fuste                               | 14               | 0.14           | Rural            | Ranchería           |
| 130400035    | El Mexe Grande                         | 14               | 0.14           | Rural            | Ranchería           |
| 130400010    | Cerro Frío de Rancho Viejo             | 12               | 0.12           | Rural            | Ranchería           |
| 130400098    | El Mexe Chico                          | 12               | 0.12           | Rural            | Ranchería           |
| 130400017    | Damathi                                | 10               | 0.10           | Rural            | Ranchería           |
| 130400094    | Palo Hueco                             | 9                | 0.09           | Rural            | Ranchería           |
| 130400101    | Vado Hondo                             | 7                | 0.07           | Rural            | Ranchería           |
| 130400077    | Cerro Grande                           | 5                | 0.05           | Rural            | Ranchería           |
| 130400066    | El Balcón                              | 5                | 0.05           | Rural            | Ranchería           |
| 130400067    | La Ladera                              | 5                | 0.05           | Rural            | Ranchería           |
| 130400079    | Mirador de la Culebra                  | 5                | 0.05           | Rural            | Ranchería           |
| 130400041    | Ocote de Pilas                         | 5                | 0.05           | Rural            | Ranchería           |
| 130400100    | Rancho Nuevo                           | 5                | 0.05           | Rural            | Ranchería           |
| 130400076    | El Capulín                             | 2                | 0.02           | Rural            | Ranchería           |

## Política
Se erigió como municipio el 21 de septiembre de 1920. El Honorable Ayuntamiento está compuesto por: un presidente municipal, un síndico y ocho regidores, y sesenta y cinco delegados municipales. De acuerdo al Instituto Nacional electoral (INE) el municipio está integrado por once secciones electorales, de la 0646 a la 0656. Para la elección de diputados federales a la Cámara de Diputados de México y diputados locales al Congreso de Hidalgo, se encuentra integrado al II Distrito Electoral Federal de Hidalgo y al I Distrito Electoral Local de Hidalgo. A nivel estatal administrativo pertenece a la Macrorregión V y a la Microrregión IX, además de a la Región Operativa IX Zimapán.

### Cronología de presidentes municipales
| Periodo                  | Nombre                          | Afiliación política        |
| ------------------------ | ------------------------------- | -------------------------- |
| 1967-1970                | Darío Gutiérrez Rangel          | -                          |
| 1970-1972                | Lidio Lozano G.                 | -                          |
| 1973-1976                | Artemio Arreguín González       | -                          |
| 1976-1979                | Silvestre González Rangel       | -                          |
| 1979-1982                | Benito Ramírez Lazcano          | -                          |
| 1982-1985                | Hermenegildo Trejo A.           | -                          |
| 1985-1988                | Benito Ramírez                  | -                          |
| 1988-1991                | Artemio Arreguin González       | -                          |
| 1991-1994                | Carlos Rubio García             | -                          |
| 16/01/1994 al 15/01/1997 | Evodio García Villeda           | PRI                        |
| 16/01/1997 al 15/01/2000 | Carlos Rubio García             | PRI                        |
| 16/01/2000 al 15/01/2003 | Miguel Ángel Cervantes Villeda  | PRI                        |
| 16/01/2003 al 15/01/2006 | Gabriel Hernández Lozano        | PRD                        |
| 16/01/2006 al 15/01/2009 | Miguel Ángel Cervantes Villeda  | PRD                        |
| 16/01/2009 al 15/01/2012 | Isabel Cristina Ceballos García | PRD                        |
| 16/01/2012 al 04/09/2016 | Margarita Ramos Villeda         | PRD                        |
| 05/09/2016 al 04/09/2020 | Cirila Martínez Garay           | PRD                        |
| 05/09/2020 al 14/12/2020 | Juan Rubio Vargas               | Concejo Municipal Interino |
| 15/12/2020 al 04/09/2024 | Margarita Ramos Villeda         | PAN-PRD                    |
| 05/09/2024 al 04/09/2027 | Ibsan Israel Villeda Villeda    | PRD                        |

## Economía
En 2015 el municipio presenta un IDH de 0.610 Medio, por lo que ocupa el lugar 79.º a nivel estatal; y en 2005 presentó un PIB de $205,294,250.00 pesos mexicanos, y un PIB per cápita de $20,334.00 (precios corrientes de 2005).
De acuerdo con el Consejo Nacional de Evaluación de la Política de Desarrollo Social (Coneval), el municipio registra un Índice de Marginación Alto. El 47.9% de la población se encuentra en pobreza moderada y 37.4% se encuentra en pobreza extrema. En 2015, el municipio ocupó el lugar 78 de 84 municipios en la escala estatal de rezago social.
A datos de 2015, en materia de agricultura se cultivan el maíz y el fríjol principalmente. Entre los cultivos perennes, se planta el maguey y el nopal tunero. En ganadería se cría ganado bovino de carne, ovino, porcino y caprino, aves de postura y engorda, así como pavos, teniendo también producción de miel y cera de abeja. En silvicultura cuenta con una superficie forestal de 6673 ha.
El municipio cuenta con 12 unidades económicas manufactureras que dan empleo a 31 trabajadores. En lo que respecta al comercio, se cuenta con veintitrés tiendas Diconsa, y seis lecherías Liconsa. De acuerdo con cifras al año 2015 presentadas en los censos económicos del INEGI, la Población Económicamente Activa (PEA) del municipio asciende a 2801 de las cuales 2768 se encuentran ocupadas y 33 se encuentran desocupadas. El 59.65% pertenece al sector primario, el 14.05% pertenece al sector secundario, el 25.14% pertenece al sector terciario.